# André Viger

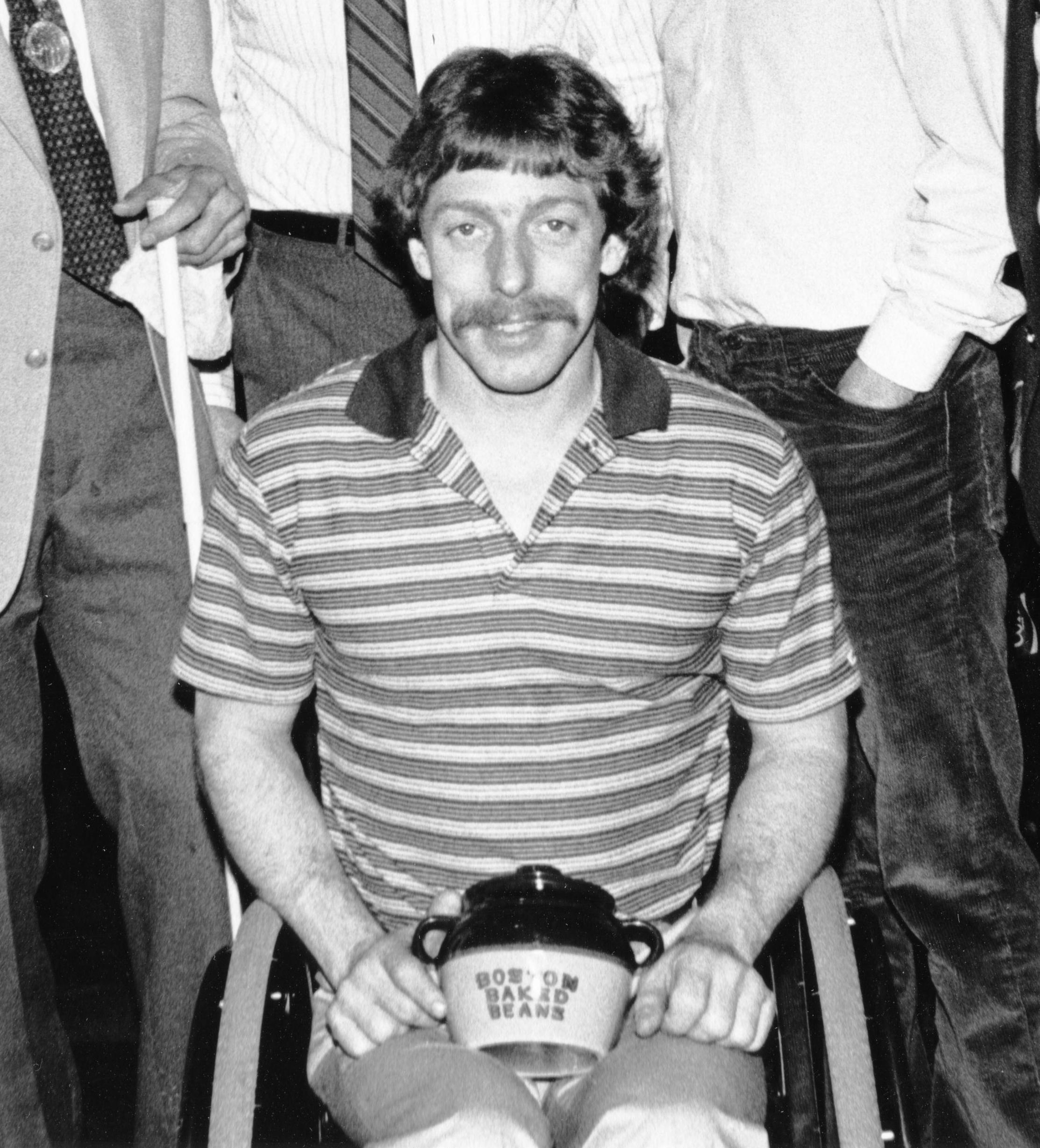
André Viger (um 1984)

André Viger, OC, CQ (* 27. September 1952 in Windsor, Ontario; † 1. Oktober 2006) war ein kanadischer Rennrollstuhlfahrer.
Viger wuchs in Sherbrooke, Québec, auf. Am 3. Juni 1973 wurde er durch einen Verkehrsunfall querschnittgelähmt. Nach verschiedenen Rehabilitationsmaßnahmen nahm er 1979 erstmals im Rollstuhl an einem Marathon teil. In den folgenden Jahren gewann er zahlreiche Titel. So gewann er die Rollstuhlwertung des Boston-Marathons in den Jahren 1984, 1986 und 1987, und auch den Oita-Marathon konnte er viermal in Folge für sich entscheiden. Bei der Weltmeisterschaft 1990 erzielte er Gold über 5000 Meter.
Zwischen 1984 und 1996 nahm er an allen Paralympischen Spielen teil und gewann hierbei zwei Gold-, zwei Silber- und eine Bronzemedaille. Eine Goldmedaille hiervon holte er 1992 in Barcelona in der Disziplin über 10.000 Meter.
Nach den Paralympischen Spielen in Barcelona beendete Viger seine sportliche Karriere und eröffnete in Montreal Maison Andre Viger, ein auf Rollstühle spezialisiertes Geschäft. In den 1980er Jahren hatte er eine Reihe Juweliergeschäfte besessen, diese jedoch nach der Scheidung von seiner Frau verkauft. Im Oktober 2006 starb er infolge einer Krebserkrankung.

## Auszeichnungen
- 1987 Chevalier de l’Ordre national du Québec
- 1989 Officer of the Order of Canada
- 2005 Paralympic Hall of Fame
- 2013 Hall of Fame des kanadischen Sports